# Томашевич, Бодин
Бодин Томашевич (серб. Bodin Tomašević; род. 12 мая 2006, Подгорица) — черногорский футболист, опорный полузащитник клуба «Болонья».

## Клубная карьера
Томашевич — воспитанник клуба «Будучност». 8 марта 2023 года в матче против титавского «Арсенала» он дебютировал в чемпионате Черногории. В начале 2025 года Томашевич перешёл в итальянскую «Болонью», где начал выступать за дублирующий состав.

## Достижения
Клубные
 «Будучност»
- Победитель чемпионата Черногории — 2022/2023